# Síndrome de Waardenburg
A Síndrome de Waardenburg é uma doença hereditária que se carateriza essencialmente pela perda de audição e mudanças na coloração do cabelo, da pele e dos olhos. O primeiro a descrever esta doença foi o oftalmologista holandês Petrus Johannes Waardenburg.

## Tipos
- Tipo I: associado a mutações no gene PAX3
- Tipo IIa: associado a mutações no gene MITF
- Tipo IIb: associado ao locus WS2B
- Tipo IIc: associado ao locus WS2C
- Tipo IId: associado a delecção no gene SNAI2 gene. Muito raro.
- Tipo III: associado a mutações no gene PAX3
- Tipo IV: associado a mutações no gene EDNRB